# Franz Keller
Franz Keller (ur. 19 stycznia 1945 w Nesselwang) – niemiecki dwuboista klasyczny i skoczek narciarski, złoty medalista olimpijski oraz srebrny medalista mistrzostw świata w kombinacji.

## Kariera
Pierwszym sukcesem w karierze Kellera było wywalczenie tytułu mistrza RFN w skokach narciarskich w 1966. W tym samym roku zdobył indywidualnie srebrny medal na mistrzostwach świata w Oslo, gdzie wyprzedził go tylko jego rodak Georg Thoma, a trzecie miejsce zajął Alois Kälin.
Największy sukces swojej kariery osiągnął podczas igrzysk olimpijskich w Grenoble w 1968. Wygrał konkurs skoków, prowadzenia tego nie oddał na trasie biegu i sięgnął po złoty medal. Na podium wyprzedził Kälina oraz Andreasa Kunza. Na tych samych igrzyskach wystąpił także w konkursie skoków na dużej skoczni, gdzie zajął 36. miejsce. W kombinacji wystartował jeszcze na mistrzostwach świata w Wysokich Tatrach w 1970 oraz dwa lata później na igrzyskach olimpijskich w Sapporo, zajmując odpowiednio 11. i 33. miejsce.
W 1967 zwyciężył w zawodach w kombinacji na Holmenkollen ski festival, a sześć lat później otrzymał Medal Holmenkollen, wspólnie z dwoma Norwegami: skoczkiem Ingolfem Morkiem i biegaczem narciarskim Einarem Bergslandem.

## Osiągnięcia w kombinacji

### Igrzyska olimpijskie
| Miejsce | Dzień     | Rok  | Miejscowość | Konkurencja              | Wynik zwycięzcy | Strata      | Zwycięzca      |
| ------- | --------- | ---- | ----------- | ------------------------ | --------------- | ----------- | -------------- |
| 1.      | 12 lutego | 1968 | Grenoble    | Indywidualnie K-90/15 km | 449.04 pkt      | -           | -              |
| 33.     | 5 lutego  | 1972 | Sapporo     | Indywidualnie K-90/15 km | 413.340 pkt     | -76.480 pkt | Ulrich Wehling |

### Mistrzostwa świata
| Miejsce | Dzień     | Rok  | Miejscowość   | Konkurencja              | Wynik zwycięzcy | Strata     | Zwycięzca     |
| ------- | --------- | ---- | ------------- | ------------------------ | --------------- | ---------- | ------------- |
| 2.      | 21 lutego | 1966 | Oslo          | Indywidualnie K-90/15 km | 444.66 pkt      | -1.58 pkt  | Georg Thoma   |
| 11.     | 14 lutego | 1970 | Wysokie Tatry | Indywidualnie K-90/15 km | 410.50 pkt      | -34.34 pkt | Ladislav Rygl |

## Osiągnięcia w skokach

### Igrzyska Olimpijskie
| Miejsce | Dzień     | Rok  | Miejscowość | Konkurencja                 | Wynik zwycięzcy | Strata    | Zwycięzca          |
| ------- | --------- | ---- | ----------- | --------------------------- | --------------- | --------- | ------------------ |
| 36.     | 18 lutego | 1968 | Grenoble    | Skocznia duża indywidualnie | 231.3 pkt       | -57.2 pkt | Władimir Biełousow |

### Mistrzostwa świata
| Miejsce | Dzień     | Rok  | Miejscowość | Konkurencja                     | Wynik zwycięzcy | Strata    | Zwycięzca     |
| ------- | --------- | ---- | ----------- | ------------------------------- | --------------- | --------- | ------------- |
| 11.     | 19 lutego | 1966 | Oslo        | Skocznia normalna indywidualnie | 234.6 pkt       | -25.9 pkt | Bjørn Wirkola |